# Osmylops bispinosus
Osmylops bispinosus is een insect uit de familie van de Nymphidae, die tot de orde netvleugeligen (Neuroptera) behoort. 
Osmylops bispinosus is voor het eerst wetenschappelijk beschreven door Oswald in 1998.